# Muíños
Muíños – gmina w Hiszpanii, w prowincji Ourense, w Galicji, o powierzchni 109,56 km². W 2011 roku gmina liczyła 1779 mieszkańców.